# 1343年
| 千纪： | 2千纪 |
| 世纪： | 13世纪 \| 14世纪 \| 15世纪                                                                                 |
| 年代： | 1310年代 \| 1320年代 \| 1330年代 \| 1340年代 \| 1350年代 \| 1360年代 \| 1370年代                           |
| 年份： | 1338年 \| 1339年 \| 1340年 \| 1341年 \| 1342年 \| 1343年 \| 1344年 \| 1345年 \| 1346年 \| 1347年 \| 1348年 |
| 纪年： | 癸未年（羊年）；元至正三年；越南紹豐三年；日本南朝興國四年，北朝康永二年                                   |

## 大事记
- 亞洲
  - 脱脱主编《辽史》、《宋史》、《金史》，任都總裁官。
  - 金帳汗國可汗札尼別成功殺死阿里算端，窩闊台汗國滅亡。隨後金帳汗國、察合台汗國、蒙古元朝瓜分了窩闊台汗國領土。
  - 元梁王攻擊大理，段光自督兵與戰於昆彌山，將元梁王擊敗，最終雙方同意以羅那關(牟定西)為界，派兵鎮守，各自分地而治，梁王領北、段氏領南。
- 歐洲
- 1月20日——那不勒斯國王安茹的羅貝托駕崩，孫女喬萬娜一世繼任。
- 7月8日——波蘭王國與條頓騎士團簽訂卡利什和平條約，卡齊米日三世以割讓海烏姆諾、米哈沃佛（波兰语：Ziemia michałowska）及格但斯克波美拉尼亞等地區，從條頓騎士團手中換得庫亞維及多布仁地區。

## 逝世
- 1月20日——安茹的羅貝托，那不勒斯國王，前任國王卡洛二世的第三子。